# زفرة العربي الأخيرة (رواية)
زفرة العربي الأخيرة (بالإنجليزية: The Moor's Last Sigh)‏ هي رواية للكاتب البريطاني سلمان رشدي، نشرت عام 1995، عن دار نشر راندوم هاوس.

## المضمون
عنوان الرواية مأخوذ من قصة أبو عبد الله محمد آخر ملوك العرب في غرناطة، والذي يذكر مراراً في الرواية. وحيث يقف أبو عبد الله ليلقي نظرة على غرناطة بعد حصارها عرف باسم «ممر زفرة العربي» Pass of the Moor's Sigh. وتقوم أم الراوي مع صديقتها الرسامة كلاهما برسم لوحة يسميانها «زفرة العربي الأخيرة».
تتناول الرواية شخصيات وأحداثاً تاريخية عديدة، منها حصار غرناطة، وتدمير مسجد بابري، وتفجيرات مومباي عام 1993، ورجل العصابات والإرهابي داود إبراهيم، وأيضاً منظمات هندية معاصرة مثل بال ثاكيري الذي أسس جماعة شيف سينا اليمينية المتطرفة المعادية للمهاجرين. 

## القصة
تتبع الرواية أربعة أجيال من عائلة الراوي والتأثيرات على الراوي. ويقوم الرواي واسمه مواريس زوغويبي بتتبع بدايات عائلته عبر الزمن حتى اللحظة الحالية. ومورايس الملقب بمور (أو العربي) خلال الكتاب، هي شخصية استثنائية، يهرم جسده بمعدل مضاعف عن المعدل الطبيعي، وله يد مشوهة. وتسرد الرواية علاقة مور بالنساء في حياته، ومنهن أمه أورورا التي هي رسامة مشهورة، وكذلك معلمته الأولى وشقيقاته الثلاث الكبريات إينا وميني وميناه، وأول قصص حبه وهي إيما نحاتة مهووسة ذات شخصية كاريزمية.

## روابط خارجية
- زفرة العربي الأخيرة (رواية) على موقع الموسوعة البريطانية (الإنجليزية)